# Silent Hill: Apokalipsa
Silent Hill: Apokalipsa (ang. Silent Hill: Revelation 3D) – horror 3D w reżyserii Michaela J. Bassetta, który napisał również do filmu scenariusz. Obraz jest sequelem pierwszego filmowego Silent Hill (który opierał się na fabule części pierwszej gry „Silent Hill”) i bazuje na trzeciej części gry z tej serii. Apokalipsa opowiada historię nastolatki Heather, która w dniu swoich 18. urodzin odkrywa, że jej tożsamość jest fałszywa, a swoją prawdziwą przeszłość odkryje w mieście Silent Hill.
Premiera filmu odbyła się 26 października 2012 roku, a w Polsce kilka dni później - 2 listopada.

## Obsada
- Adelaide Clemens – Heather Mason (Sharon Da Silva) / Alessa Gillespie
- Kit Harington – Vincent Cooper
- Sean Bean – Harry Mason (Christopher Da Silva)
- Carrie-Anne Moss – Claudia Wolf
- Malcolm McDowell – Leonard Wolf
- Deborah Kara Unger – Dahlia Gillespie
- Radha Mitchell – Rose Da Silva
- Martin Donovan - Douglas Cartland
- Erin Pitt - Młoda Sharon Da Silva / Młoda Alessa Gillespie
- Peter Outerbridge - Travis Grady
- Heather Marks - Suki
- Roberto Campanella - Red Pyramid (Czerwona Piramida)

## Ścieżka dźwiękowa
Jeff Danna, kompozytor muzyki do obydwu części wyjawił, że Apokalipsa również zawierać będzie nowe utwory skomponowane przez Akira Yamaokę. Oryginalna ścieżka dźwiękowa składa się z 14 utworów skomponowanych wspólnie przez obu muzyków (z czego jeden utwór skomponowany jest przez tylko Dannę i trzy utwory skomponowane tylko przez Yamaokę). Mary Elizabeth McGlynn, wokalistka związana z serią od 2003 roku (od części trzeciej gry), wykonuje wokal w skomponowanej przez Yamaokę piosence. Oficjalnie soundtrack został wydany 30 października 2012 roku.
1. „Silent Hill Revelation” – 2:29
2. „Early Birthday Present” – 5:17
3. „Armless/The Missionary Attacks” – 4:20
4. „Vincent and Heather Open the Box” – 6:13
5. „Born and Raised in Silent Hill” – 3:54
6. „Heather in the Fog World” – 4:09 (Akira Yamaoka)
7. „Alessa's Mother/No Ordinary Spider” – 5:39
8. „Vincent Condemned” – 1:36 (Jeff Danna)
9. „Master of the Order” – 5:11
10. „Red Pyramid/The Nurses” – 3:58 (Akira Yamaoka)
11. „The Carousel/Red Pyramid Battles the Missionary” – 7:43
12. „Lost Souls” – 4:17
13. „Rain of Brass Petals” (Three Voices Edit) (Akira Yamaoka feat. Interlace) – 5:02 (utwór pojawił się wcześniej na soundtracku do Silent Hill 3)
14. „Silent Scream” (Akira Yamaoka feat. Mary Elizabeth McGlynn) – 5:36

## Odbiór filmu
Ogólne recenzje filmu są bardzo słabe. Ocena filmu na Rotten Tomatoes wynosi zaledwie 5%, na Metacritic 14/100, a portal IGN ocenił film na 4.5/10.